# محمود المجذوب
محمود المجذوب كان قيادي فلسطيني في حركة الجهاد الإسلامي وُلد في 8 ديسمبر (كانون الأول) عام 1965، وأغتيل في مدينة صيدا بجنوب لبنان في 26 مايو (أيار) عام 2006.

## حياته
وُلد محمود محمد المجذوب في مدينة صيدا بجنوب لبنان في 8 ديسمبر (كانون الأول) عام 1965 لأسرة فلسطينية فقيرة هاجرت إلى لبنان في أعقاب نكبة عام 1948. وما أن أنهى محمود المجذوب دراسته الثانوية في مدرسة المقاصد في بمدينة صيـدا، حتى التحق بالمقاومة الفلسطينية، وكان من أوائل مؤسسي التنظيـم الشـعبي النـاصري في مدينة صيدا، ثم اعتقلته القوات الإسرائيلية في معتقل أنصار عقب الاجتياح الإسرائيلي لجنوب لبنان عام 1982، ثم نقل إلى سجن عتليت بمدينة حيفا حيث ظل محتجزاً إلى أن أطلق سراحه خلال عملية لتبادل الأسرى. انضم محمود المجذوب إلى حركة الجهاد الإسلامي منذ تأسيسها، وكان يلقب بأبي حمزة، وتدرج في المراكز إلى أن أصبح قائدًا للوحدات العسكرية التابعة لحركة الجهاد الإسلامي في لبنان، وكانت تربطه علاقات وطيدة بالحرس الثوري الإيراني وحزب الله اللبناني.

## اغتياله
في العاشرة والنصف من صباح يوم 26 مايو (أيار) 2006، انفجرت سيارة مفخخة في أحد شوارع مدينة صيدا الواقعة على بعد 30 كيلومتر جنوب العاصمة اللبنانية بيروت كان يستقلها القيادي بحركة الجهاد الإسلامي محمود المجذوب الملقب بأبي حمزة وشقيقه نضال المجذوب بعبوة ناسفة كانت قد ثبتت في باب السيارة مما أسفر عن تحطم السيارة بالكامل ومقتل الأخوين نضال ومحمود المجذوب. اتهمت قيادات كل من حركة الجهاد الإسلامي والحكومة اللبنانية وحزب الله إسرائيل بتدبير عملية اغتيال المجذوب وشقيقه، كان محمود المجذوب قد سبق له أن تعرض من قبل لمحاولي اغتيال بنفس الطريقة ولكنه نجا منها، وفي منتصف يونيو (حزيران) عام 2006، ألقت السلطات اللبنانية القبض على مجموعة من الجواسيس المزعومين، كان من بينهم الشرطي محمود أبو رافع، والذي قيل أنه اعترف بتنفيذ عملية اغتيال محمود ونضال المجذوب بتحريض من الموساد الإسرائيلي.